# Statements (Loreen)
Statements is een single van Loreen uitgebracht op 26 februari 2017.

## Melodifestivalen 2017
Loreen deed met dit lied mee aan het Melodifestivalen 2017. Zij trad op als zevende en laatste van de vierde halve finale op 25 februari. Zij plaatste zich echter niet direct voor de finale, maar mocht nog wel deelnemen aan de tweede kans ronde. Ook daar plaatste ze zich niet voor de finale en was ze definitief uitgeschakeld.

## Hitlijsten
| 2017                       | Piek |
| -------------------------- | ---- |
| Zweden (Spotify)           | 4    |
| Zweden (Sverigetopplistan) | 13   |